# 匍匐斜叶榕
匍匐斜叶榕（学名：Ficus tinctoria sp. swinhoei）为桑科榕属下的一个亚种。

## 扩展阅读
- 維基物種上的相關：匍匐斜叶榕